# Rita Pelusio
Rita Pelusio (Milano, 21 dicembre 1971) è un'attrice teatrale e cabarettista italiana, attiva in teatro e televisione.

## Biografia
Attrice dal repertorio comico, ha partecipato agli spettacoli Markette (nell'autunno 2006) e Colorado Cafè (dal 2007 al 2009 e dal 2012 a oggi) mentre in teatro ha portato un proprio spettacolo intitolato Suonata, in cui è stata diretta da Luca Domenicali.
Di origini salentine, è nata a Milano. Dopo gli studi in clowneria e mimo presso la scuola di Jean Mening e sull'attore comico alla scuola Atelier Teatro Fisico (metodo Lecoq) di Philip Radice a Torino - si è dedicata al cabaret.
Tra i suoi personaggi figurano un'irriverente teenager macabramente innamorata di uomini adulti, Adelina Perez, domestica latino-americana di Letizia Moratti (della quale racconta gli arcani segreti), una pressante sposina pugliese, Morchia, una nuova fata delle Winx, la Giovanna e Violeta, parodia della protagonista della serie televisiva argentina Violetta.
Nel 1998 dà vita alla Compagnia degli Gnorri, insieme a Natalino Balasso, Corrado Nuzzo, Bruno Nataloni e Domenico Lannutti, con cui realizzerà anche diverse commedie per la regia dello stesso Balasso.

## Filmografia

### Cinema
- La seconda volta non si scorda mai, regia di Francesco Ranieri Martinotti (2008)
- L'equilibrista con la stella, regia di Davide Campagna (2021)

## Programmi televisivi
- Before Pintus - Amazon Prime Video (2021)

## Teatro
- Ferite a morte, regia di Serena Dandini.
- Eva, diario di una costola, regia di Marco Rampoldi.
- Appunti G, con A. Faiella, L.Vasini e L. Grossi.
- L’esercito delle cose inutili, reading teatrale liberamente tratto dal libro di P. Mastroccola con M. Artuso.
- Platone, format teatrale di L. Manera e A. Milan.
- Urlando furiosa, con la drammaturgia di D. Ferrari e la regia R. Pippa.
- Suonata – Concerto per ragazza e pianoforte,  con la regia di Luca Domenicali.
- Pianto tutto, scritto con Riccardo Piferi e Marianna Stefanucci, regia di Riccardo Piferi.
- Stasera non escort, insieme ad A. Faiella, C. Penoni e M. Antonelli, regia di Marco Rampoldi.
- Comedians, regia di Renato Sarti.
- Dammi il tuo cuore mi serve, con Natalino Balasso, B. Nataloni, C. Nuzzo, D. Lannutti, regia di N. Balasso, 2003
- Pentola a pressione, regia di Philip Radice, 2000
- Gnorri, con Natalino Balasso, B. Nataloni, C. Nuzzo, D. Lannutti, regia di N. Balasso, 1999.
- Teresa e i suoi ragazzi, regia di Rita Pelusio, 1996
- Sarchiapone Circus, 1996
- Il corsaro nero, regia di Alberto Canepa, 1994
- Camminando nella notte, regia di Eugenio Ravo, 1994
- Anita: giocolerie da bagno, regia di Rita Pelusio
- Freakclown, regia di Rita Pelusio[3]
- Canto Ergo Sum, regia di Rita Pelusio
- La felicità di Emma, regia di Enrico Messina, 2022.

## Riconoscimenti
- 2006 – Primo premio e Premio della critica al Festival Cabaret Emergente di Modena[2]
- 2006 – Premio Massimo Troisi come miglior attrice comica[4]